# Spicara axillaris
Spicara axillaris és una espècie de peix de la família dels centracàntids i de l'ordre dels perciformes.

## Morfologia
- Pot assolir 38 cm de longitud total.
- Cos de color rosa amb el dors oliva o blavenc i el ventre platejat.
- 11 espines i 12-13 radis tous a l'aleta dorsal i 3 espines i 11-12 radis tous a l'anal.
- Presenta una taca negra a l'aixella de les aletes pectorals.[5][6]

## Hàbitat i distribució geogràfica
És un peix marí, pelàgico-nerític (entre 20 i 160 m de fondària) i de clima subtropical, el qual viu a Sud-àfrica (des de KwaZulu-Natal fins a Ciutat del Cap) i, de tant en tant, també a Moçambic.

## Observacions
És inofensiu per als humans i s'atansa a la costa quan fa mal temps.